# 蒼海訣戰
『蒼海訣戰』（そうかいけっせん）、及び『蒼海訣戰‐世界編‐』は、納都花丸による日本の少年漫画作品。

## 概要
『月刊ComicREX』（一迅社）2006年1月号から2011年3月号まで連載。単行本は全10巻。仮想戦記の体裁を取った学園物語である。明治日本風の世界が舞台で、設定に司馬遼太郎『坂の上の雲』や佐藤大輔『皇国の守護者』等の影響も見られる。
なお一迅社連載分までを第一部とし、第二部「蒼海訣戰 -世界編-」はアスキー・メディアワークスの電子雑誌電撃コミックジャパンへ移籍し、2012年6月号より開始。しかし同誌が2013年2月号をもって休刊となったため、第18話にて連載終了となった。同時に2巻以降の単行本化は取り止めとなり、刊行済みの単行本1巻(第1話～第8話までを収録)、及び電撃コミックジャパンレーベルにて出された第一部の新装版全10巻も絶版の方針となったため、雑誌掲載済みの第9話～第18話はコミックマーケット83において作者の個人サークルから同人誌の形で発売された。
作者によれば元は同人SLGの企画として考えられ、そのADVパートの部分を同人誌として2003年冬コミに発表した後、いったんは某雑誌社で短期連載が決まるも話が流れ、現在の形に収まったとのこと。なお、ボツになった短期連載用の原稿は第3話の下書き段階まで完成しており、作者発行の同人誌で確認することができるが、連載中の作品とは内容が若干異なる。

## あらすじ
舞台は明治日本風の架空の国、津州（つしま）皇国。獣のような耳と尻尾を持つ被差別民・追那（おいな）人に生まれた主人公は、幼少時に三笠家に引き取られる。やがて彼は、内乱の英雄である義兄にあこがれ、水軍志官寮に入学する。そして、友人との出会いや差別を乗り越える中で成長してゆく。

## 登場人物

### 主要人物
三笠真清（みかさ さねきよ）
猫のような耳と尻尾を持つ被差別民族『追那人』の少年。幼い頃に三笠家の養子となり、陸軍騎兵大尉である義兄・光清に憧れて水軍志官寮へ志願する。年齢は水志寮入学時で15歳。水志寮首席入学であるにもかかわらず、出自による差別から、実力通りの評価を得られず時には心ない中傷に傷つくことも。だが同室の15期次席生徒の初瀬や担任教官である吉野という理解者を得て、周囲に悶着を買われながらも強く成長していく。猫のような耳の為に制帽を被ることが出来ず、代わりに兄から貰ったハチマキを巻いている。
「真清」の名は三笠家に引き取られた時に改名したものらしく、追那名はサネクというらしい。
世界編では、甲級戦艦「有原」の乗組員たる少尉として登場する。
初瀬忠信（はつせ ただのぶ）
15期次席生徒にして真清のルームメイト。あけっぴろげで裏表がなく、追那人である真清に対して純粋な興味を持ち、良き友人同士となる。かつては水志寮幼年部と名高かった巧玉舎の出身。年齢は水志寮入学時で15歳。楽天的なようでいて『首席』と『次席』という肩書きには密かに重みを置いており、首席の役割であるクラスのまとめ役の仕事を代わってほしいと言った真清を諭している。興奮すると熊本弁になり、よく「すごか!」と言う。また極度の甘党で、春日曰く甘いものなら底抜けに食べるらしい。
家族構成は祖母と兄と弟の四人家族。戦死した水軍士官の父がいる。
世界編では、水軍軍令部橋立少将付副官たる少尉として登場する。
八島文行（やしま ふみゆき）
水志寮14期首席である真清達の先輩で、金髪と青い瞳を持つ民族『汐見（しおみ）人』。水志寮に代々伝わる一号生徒首席の証である『水志正宗（すいしまさむね）』という竹刀を常に持ち歩いている。
真清と同じように差別の目に晒されながら生きてきたが、彼自身は真清と違い、秋津人に心許せる間柄の者がいなかった為に、その胸には秋津人への敵意がくすぶっている。常に冷たく人を寄せつけない雰囲気を放っているものの、世話焼きな部分もある。その為、冷徹に言いながらも真清を支える。真清や忠信を含む生徒達の知らない所で、教官である大島（後述）から十数回に及ぶ謂れのない暴行を受けていることも秋津人への不信に拍車をかけていたが、その大島が敵視している筈の自分を命がけで火災から救い出したことなどから、その心境にも変化が生じ始める。水志寮卒業後は航空科少尉に任官した。
世界編では、水軍当継基地所属の飛行科中尉として登場する。
吾妻一彦（あづま かずひこ）
水志寮16期首席で真清達の後輩。出自にコンプレックスがあり、被差別民族の出ながら首席になった真清にやや屈折した憧れを抱く。
首席である真清よりも次席の初瀬に信頼を寄せる巧玉舎出身の同級生に反感を覚えており、暴力による統率を真清に求める。
三笠光清（みかさ みつきよ）
真清の義兄である陸軍騎兵大尉。3年前の内乱で戦功を立てた、「内見矢（うつのみや）の三笠」なる字を持つ英雄でもある。翔鶴曰く『やがて国の中枢に立つであろう器』であるらしく、真清にとっても良き軍人の手本である。血の繋がらない真清のことを『弟』と公言して憚らないが、翔鶴の誘いは『追那の女は抱かない』と拒んでいる。
レヒトブルグへの公費留学が決定し、残していく真清の強さを信じて旅たつ。
陸軍大将・三笠正清の孫だが、その事で特別扱いされることを嫌う。3年前の内乱では実は美談を作り上げるために上層部に利用された過去を持つ。
壱代（いよ）
津州皇國の皇帝。2年前に14歳で即位した百五代姫巫女（ひゃくごだいひみこ）の皇女で、現在は16歳。ドジっ子であるが、先代の皇帝（壱代の母）の頃から勤めている官僚から頼りないと思われているのではないか、と思っており、自分を責める事がよくある。

### 水志寮
吉野聡一郎（よしの そういちろう）
真清達の担当教官である水軍統率科大尉。差別の目に苦しみながらも前へ進む真清を温かく見守る。当初は司令長官にもなれると高千穂にも言わしめたほどの優秀な人材であったが砲弾の暴発事故による負傷で、視力が弱まり出世の道を断たれる。それ以来眼鏡をかけ、地上勤務に専念している。
富士清輔（ふじ きよすけ）
水志寮14期次席にして八島のルームメイト。
春日義仁（かすが よしひと）
水志寮15期生徒。当初は真清の事を信頼していなかったが、兵棋演習を経て和解。
大島（おおしま）
水志寮の教官。追那人や汐見人を劣等民族として公然と差別し、秋津人以外が軍人になることに反対している。教官としての職務には忠実で、普段は目の敵にしている八島を火災から救い出した。
高千穂（たかちほ）
水志寮の寮長。吉野が一号生徒首席当時の教官。

### 津州皇国
翔鶴（しょうかく）
与志原佐乃土屋のお職（花魁）。真清と同じく追那人で、彼に「カムイピリマ」など追那人の能力の事を教える。光清を「光サマ」と呼び、彼に惹かれている。
追那名はホプニサロルンで、「飛び立つ鶴」の意。
衣笠古鷹（きぬがさ ふるたか）
皇民新聞の主筆記者。レヒトブルグに向かう際に光清と偶然を装って知り合う。光清に対しては特派員と称しているが、彼の動向を監視している。3年前に起こった内乱における革命軍の家系の出身のため、時代の流れに関わるためには報道の道しか残されておらず、自分を押し殺して光清を持ち上げる内容の記事を書いた経歴を持つ。青葉という弟がおり、なんとか一人前にしてやりたいと思っている。
衣笠青葉（きぬがさ あおば）
衣笠古鷹の弟で売れっ子の小説家。皇帝軍の事を良く思っておらず、皇帝軍を美化した記事を書いた兄に対しては反抗的。
神成五十鈴（かんなり いすず）
汐見人の少女。志井原（しいばる）の村主（よのぬし）の娘で、八島の幼馴染。病弱で肺を患っている。津州皇国の内乱に巻き込まれて父を失う。戦災で焼けてしまった古文書を記憶を頼りに復元しようとしていた。八島を「文さん」と呼び、手紙のやり取りをしていた。しかし、肺の病気が悪化。死去。
五十鈴の父
志井原の村主。八島が帝都の学校で学べるよう尽力するが、志井原が内乱の戦火に巻き込まれた際、村人を避難させるために戦場となった村に戻り、そのまま還らなかった。
草垣（くさがき）
民族研究の権威。同郷の吉野の紹介で八島が持ち込んだ五十鈴の汐見民謡の記録に興味を示す。

### 津州陸軍
おりん
幟門研究所で働いている追那人の少女。戦災孤児だったが、加古に拾われる。追那名はカリンパニで「桜花」の意。
加古（かこ）
幟門研究所所長。G動力について研究している。
鈴谷保（すずや たもつ）
陸軍上等兵で光清の従卒。
伊勢健吉（いせ けんきち）
光清が陸軍士官学校の生徒だった頃の同級生。光清や山城と仲が良かった。
樫野（かしの）
陸軍二等軍医正。追那人の能力に気づいており、軍事転用を目論む。津楠戦争の際、従軍していた追那人を人体実験に使ったと噂されている。
武装した部隊を率い幟門研究所を強襲、占拠する。

### 革命軍
山城衛次（やましろ えいじ）
光清が陸軍士官学校の生徒だった頃の同級生であり、光清の一番の友人。相手の身分や肩書にとらわれないあっさりした性格で、面倒見もいい。3年前の内乱では革命軍に加担し、最終的には上官の戦死や本人の人望により中尉にまで上り詰めた。内見矢城包囲戦で光清と一騎討ちとなり、戦死。
日向之晴（ひゆうが ゆきはる）
山城と同郷の後輩。3年前の内乱で山城同様に革命軍に加担。内見矢城包囲戦時の階級は少尉。内見矢城で山城から後を託されるが、志井原で戦死。
作中では衣笠兄弟の従兄弟であることが示唆されている。

### 楠徐
張操江（ちょう そうこう）
楠叙人の少女。抗津組織『癸酉党』に属し、担蓮を楠叙に奪回するために戦っている。本名は操江（みさえ）で父親は津州人。兄の平遠の方針に背き、津州軍への実力行使に出る。練習艦の爆破事件により他の党員が逮捕された後も逃げ伸び、コロトコフの誘いにより彼と行動をともにするようになる。
張平遠（ちょう へいえん）
癸酉党の党首で、操江の異父兄。実力行使は時期尚早と考えている。真清を同志に誘うが、断られた。味方になるのを拒んだとはいえ、真清を捨て石にしようとするという非情な一面もある。練習艦を爆破した容疑で党員もろとも逮捕される。
陳広丙（ちん こうへい）
武器の密売商人。

### ヴェラヤノーチ帝国
キリル三世
ヴェラヤノーチ帝国の皇帝。父の早世により5歳の時に即位し、現在14歳。先祖代々近親婚を繰り返してきた結果、血友病で臥せっている。不思議な能力で病による痛みを和らげてくれるコストロフを頼っている。
フョードル・M・オスラビア
ヴェラヤノーチ海軍総督。コストロフに不信感を抱いている。
アナスターシャ・ヒョードロブナ・オスラビア
海軍総督の令嬢。キリル三世に対して怪しげな能力を使うコストロフのことを怪しんでいる。

### その他
クラーラ
レヒトブルクの、光清と衣笠の下宿先で働いている女性。光清のことが気になっているが、衣笠の光清への不穏な行動に気づき不安に思っている。
コロトコフ
フードを被った謎の男。陳広丙を訪ねていた。カムイピリマらしき特殊能力を持ち、真清のカムイピリマを妨害（当人は「支配」と称した）することすらできる。真清を知っているらしく、「父親似」と評した。「津州皇国に復讐する者」と名乗る。キリル三世に近づき、南方への領土拡大を提案する。

## 用語
津州皇国（つしまこうこく）
主な舞台となる国。明治時代の日本をモチーフとしているが、少数民族への差別や迫害は（設定に反し）恣意的に描写が抑えられている。
追那人（おいなじん）
猫のような耳と尻尾を持つ人種。アイヌ民族をモチーフとしている。
汐見人（しおみじん）
金髪碧眼が特長の人種で、津州皇国の人口の1割強を占める。秋津人と見た目が異なるため、追那人同様差別対象になる。
秋津人
津州皇国の人口の8割を占める主要民族。
水軍志官寮
通称水志寮。津州水軍の士官を養成する学校。新入生は二号生となるので2年制と思われる。皇都の月待（つきじ）にある。
水志正宗
水志寮伝統の竹刀。一号生徒首席が持つ。
巧玉舎（こうぎょくしゃ）
かつては水志寮幼年部とまで言われた学校。水志寮十五期は巧玉舎出身者が『9割にまで減った』とあり、それ以前はほぼ全員だったであろうと思われる。
幟門研究所（のぼりとけんきゅうじょ）
津州陸軍の研究施設。G動力の研究を行っていたが、樫野の部隊に占領された後に樫野部隊研究施設と名を変えた。
坦蓮（ターレン）港
津楠戦争後に津州に割譲されたリャオトン半島の軍港。そのため市街地の住民の7割は楠叙人であり、一部は抗津運動を行っている。
津楠戦争（しんなんせんそう）
津州皇国と楠叙朝による戦争。
禮國（レヒトブルク）
光清の留学先。北大陸の中央部に位置する立憲君主制国家で、列強の一つ。津州陸軍は禮國陸軍を手本としている。
楠叙朝（なんじょちょう）
津州皇国と資源を巡り津楠戦争を戦った。戦後、リャオトン半島を津州に割譲。
ヴェラヤノーチ帝国
400年以上帝政が続く北方の大国。
クラカレンス
列強国の一つの産業大国。
カムイピリマ
リは小文字。那人特有の能力で、他人の気持ちに強くシンクロしてしまうという精神感応のようなもの。
カムイサシミ
特にカムイピリマが敏感な者のこと。真清もカムイサシミであるらしく、翔鶴から「耳と尻尾を失わないように気をつけろ」と忠告される。

## 単行本

### 第一部
REX COMICSより、全10巻。
1. 2006年6月9日発売 ISBN 978-4758060059
2. 2006年12月9日発売 ISBN 978-4758060370
3. 2007年4月9日発売 ISBN 978-4758060479
4. 2007年8月9日発売 ISBN 978-4758060646
5. 2008年2月9日発売 ISBN 978-4758060844
6. 2008年9月9日発売 ISBN 978-4758061100
7. 2009年6月9日発売 ISBN 978-4758061490
8. 2010年2月9日発売 ISBN 978-4758061858
9. 2010年8月9日発売 ISBN 978-4758062145
10. 2011年3月7日発売 ISBN 978-4758062404

新装版。電撃ジャパンコミックスより、全10巻。
1. 2012年1月14日発売 ISBN 978-4048863582
2. 2012年1月14日発売 ISBN 978-4048863599
3. 2012年2月15日発売 ISBN 978-4048863605
4. 2012年2月15日発売 ISBN 978-4048863612
5. 2012年3月15日発売 ISBN 978-4048863629
6. 2012年3月15日発売 ISBN 978-4048863636
7. 2012年3月15日発売 ISBN 978-4048865142
8. 2012年4月14日発売 ISBN 978-4048865159
9. 2012年4月14日発売 ISBN 978-4048865166
10. 2012年4月14日発売 ISBN 978-4048865173

### 第二部(世界編)
電撃ジャパンコミックスより
1. 2011年12月15日発売 ISBN 978-4048861496